# Recordoxylon

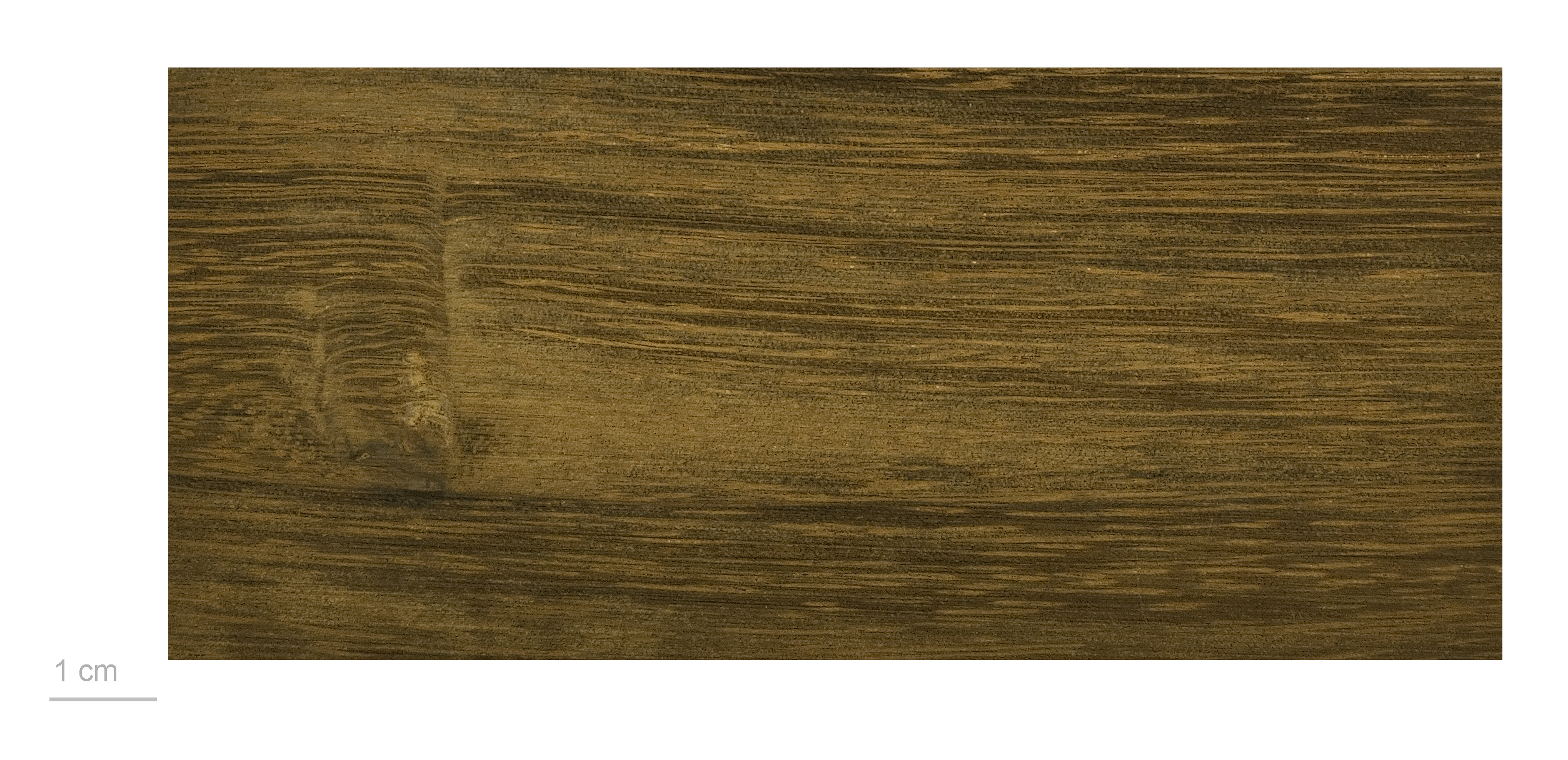
Recordoxylon speciosum

Recordoxylon es un género de plantas con flores   perteneciente a la familia Fabaceae. Comprende 5 especies descritas y de estas, solo 4 aceptadas.

## Taxonomía
El género fue descrito por Adolpho Ducke y publicado en Tropical Woods 39: 16. 1934.

## Especies aceptadas
A continuación se brinda un listado de las especies del género Recordoxylon aceptadas hasta febrero de 2015, ordenadas alfabéticamente. Para cada una se indica el nombre binomial seguido del autor, abreviado según las convenciones y usos.	
- Recordoxylon amazonicum  (Ducke) Ducke
- Recordoxylon pulcherrimum
- Recordoxylon speciosum
- Recordoxylon stenopetalum